# Jeleń (Wąwał)
Jeleń – nieoficjalna nazwa osady w Polsce położona w województwie łódzkim, w powiecie tomaszowskim, w gminie Tomaszów Mazowiecki.

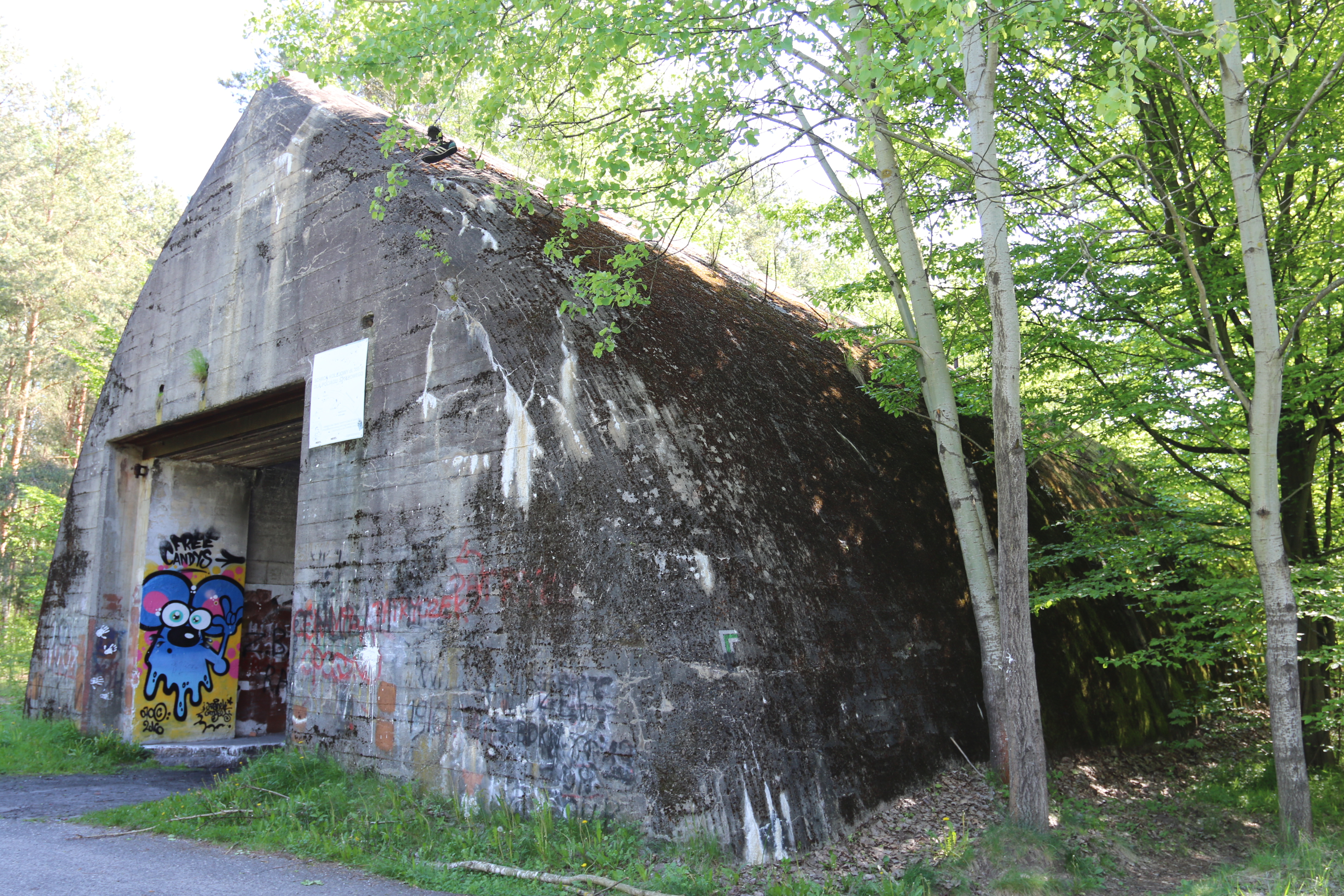
Schron kolejowy w Jeleniu

Nazwa występuje na skanie map w geoportal, nie występuje w zestawieniu geoportal i TERYT. Nazwa z nadanym identyfikatorem SIMC występuje w zestawieniach archiwalnych TERYT 2000 r.
W latach 1975–1998 miejscowość administracyjnie należała do województwa piotrkowskiego.
Jeleń leży na południowy wschód od Tomaszowa Mazowieckiego, w kompleksie leśnym przy drodze wojewódzkiej nr 713. W pobliskim lesie zachowany zespół dużych schronów z czasów II wojny światowej, przeznaczonych dla niemieckich pociągów sztabowych, w związku z tworzoną wówczas przez Niemców jedną z głównych kwater Hitlera.